# 艾盖尔绍洛克
埃格尔萨洛克，是匈牙利赫维什州所辖的一个村。总面积23.11平方公里，总人口1897，人口密度82.1人/平方公里（2011年1月1日）。此地最著名的是药水谷(Gyógyvizek Völgye)由地下带有矿物质的矿泉水喷出形成的盐山奇观。